# Álvaro Pascual-Leone
Álvaro Pascual-Leone (7 de agosto de 1961, Valencia, España) es un catedrático español de neurología en la Escuela Médica de Harvard, a la cual está afiliado desde 1997. Además es el director del Centro de estimulación cerebral no invasiva (en inglés Center for Noninvasive Brain Stimulation) y director asociado del Centro de Investigación Clínico General del Centro Médico de Beth Israel Deaconess en Boston.

## Biografía
El doctor Pascual-Leone obtuvo un Máster y un doctorado en Neurofisiología en la facultad de Medicina de la Universidad de Friburgo en Alemania. También enseñó en la Universidad de Minnesota y en Institutos nacionales de la salud de los Estados Unidos. 
Sus estudios se centran en las enfermedades neurológicas y los efectos de la actividad cerebral en ellas.
Además de investigación pura destacan sus actividades de divulgación científica.
Actualmente vive en Wayland, Massachusetts con su esposa Elizabeth y sus tres hijos. Es descendiente del jurista republicano Álvaro Pascual-Leone Forner.

## Galardones
En el 2000, ganó el Daniel D. Federman Outstanding Clinical Educator Award.

## Obras
- "El cerebro que cura", 2019[5]